# Kazuki Murakami
Kazuki Murakami (村上 一樹 Murakami Kazuki?, nacido el 21 de diciembre de 1987 en Ehime) es un futbolista japonés que se desempeñaba como defensa.

## Trayectoria

### Clubes
| Club                | País      | Año         |
| ------------------- | --------- | ----------- |
| FC Gifu             | Japón     | 2010 - 2012 |
| Chiangrai United FC | Tailandia | 2013 - 2016 |
| PTT Rayong FC       | Tailandia | 2017        |
| Angthong FC         | Tailandia | 2018        |
| Chainat Hornbill FC | Tailandia | 2019 - 2021 |
| Sisaket FC          | Tailandia | 2021 - 2022 |
| Ayutthaya United FC | Tailandia | 2022 - 2023 |

## Estadística de carrera

### J. League
| Club    | Año   | J. League | J. League | Copa J. League | Copa J. League | Total | Total |
| Club    | Año   | Part.     | Goles     | Part.          | Goles          | Part. | Goles |
| ------- | ----- | --------- | --------- | -------------- | -------------- | ----- | ----- |
| FC Gifu | 2010  | 16        | 0         | -              | -              | 16    | 0     |
| FC Gifu | 2011  | 8         | 0         | -              | -              | 8     | 0     |
| FC Gifu | 2012  | 18        | 0         | -              | -              | 18    | 0     |
| Total   | Total | 42        | 0         | 0              | 0              | 42    | 0     |